# Getas Pejaten
Getas Pejaten is een bestuurslaag in het regentschap Kudus van de provincie Midden-Java, Indonesië. Getas Pejaten telt 10.664 inwoners (volkstelling 2010).